# Clutia benguelensis
Clutia benguelensis là một loài thực vật có hoa trong họ Peraceae. Loài này được Müll.Arg. mô tả khoa học đầu tiên năm 1864.